# كاتسويوكي كاواتشي
كاتسويوكي كاواتشي (باليابانية: 河内 勝幸) (27 أبريل 1955 في هيروشيما في اليابان – )؛ هو لاعب كرة قدم ياباني سابق كان يلعب كلاعب وسط. سبق له أن لعب مع منتخب اليابان.

## وصلات خارجية
- كاتسويوكي كاواتشي على موقع ناشيونال فوتبول تيمز (الإنجليزية)

- National Football Teams
- Japan National Football Team Database